# Torneträsk
Torneträsk, Noord-Samisch: Duortnosjávri, Fins: Torniojärvi, is het op zes na grootste meer van Zweden. Het ligt in de gemeente Kiruna, in de provincie Norrbottens län, in het noordwesten van het land, ligt in het stroomgebied van de Torne, heeft een oppervlakte van 330 km², is meer dan 70 kilometer lang, heeft een maximale diepte van 168 m en ligt in de winter vol met ijs. Het punt in het westen van het meer ligt op minder dan twee kilometer van de grens met Noorwegen en het meer ligt daarna op ruim tien kilometer evenwijdig aan de grens met Noorwegen. Het is na het meer Hornavan het diepste meer van Zweden.
De Spoorlijn Luleå - Narvik of de Ertsspoorlijn en de Europese weg 10 zijn op de zuidelijke oever van het meer aangelegd. De gemeenten in de omgeving zijn dorpen, daarvan ligt Torneträsk aan zowel de spoorlijn als de weg en is er bij Abisko een kleine haven en de ingang van het nationale park Abisko. In het meer liggen onder andere de eilanden Ábeskosuolo, Jiebrensullut, Laimoviken, Miellesuolu, Soahkesullut, Soahkesuolo, Vážosuolo en Vuoresuolo.
afwatering: meer Torneträsk → Torne → Botnische Golf
Vänermeer (5.648 km²) · Vättermeer (1.893 km²) · Mälarmeer (1.140 km²) · Hjälmarmeer (484 km²) · Storsjön (464 km²) · Siljan + Orsasjön (354 km²) · Torneträsk (330 km²) · Hornavan (220-283 km²) · Uddjaure (190-250 km²) · Bolmen (184 km²)